# El hijo del pueblo
El hijo del pueblo é uma trilha sonora do artista musical mexicano Vicente Fernández, lançado em 1975 através da Sony Music Latin, para compor o filme de mesmo nome. Nos Estados Unidos, alcançou o topo da Billboard Latin LPs e foi certificado como disco de platina dupla através da Recording Industry Association of America (RIAA). Com vendas estimadas em mais de 568 mil exemplares, foi reconhecido como um dos álbuns de música latina mais vendidos no país.

## Alinhamento de faixas
Créditos retirados do encarte do disco:
| N.º | Título                    | Compositor(es)         | Duração |  |
| 1.  | "Escuche las golondrinas" | Ramon Ortega Contreras | 3:18    |  |
| 2.  | "La primera caricia"      | Amalia Mendoza         | 2:46    |  |
| 3.  | "La ley del monte"        | Jose Angel Espinoza    | 3:26    |  |
| 4.  | "Campanas del olvido"     | Hilarion Yanez         | 2:38    |  |
| 5.  | "Dejo de quererme"        | Manuel Rodriguez       | 2:27    |  |
| 6.  | "Hasta la tumba"          | Felipe Valdez Leal     | 2:35    |  |
| 7.  | "La ley de la vida"       | Ramon Ortega Contreras | 2:57    |  |
| 8.  | "Que triste estoy"        | Heriberto Aceves       | 2:50    |  |
| 9.  | "Le pese a quien le pese" | Vicente Fernández      | 3:13    |  |
| 10. | "El hijo del pueblo"      | Jose Alfredo Jimenez   | 2:44    |  |

## Desempenho comercial
| Tabela musical (1975)                | Melhor posição |
| ------------------------------------ | -------------- |
| Estados Unidos (Billboard Latin LPs) | 1              |

| País           | Provedor | Certificação |
| -------------- | -------- | ------------ |
| Estados Unidos | RIAA     | 2× Platina   |